# César Farías
César Alejandro Farías (Cumaná, 7 marzo 1973) è un allenatore di calcio venezuelano, tecnico dell'Atlético Junior.

## Carriera

### Allenatore
Iniziò ad allenare il Nueva Cádiz Fútbol Club nel 1993, riuscendo a vincere la Segunda División de Venezuela nel 1998. Nel 1999 gli viene assegnato l'incarico di allenare lo Zulianos Fútbol Club, che nel 2002 porta in prima divisione.
Nel 2002 assume la guida del Trujillanos Fútbol Club, terminando al terzo posto rimanendo imbattuto per 12 partite. Nel 2003 passa al Deportivo Táchira, chiudendo al secondo posto e ottenendo la qualificazione alla Coppa Libertadores 2004, in cui la sua squadra rimase imbattuta nella prima fase nel Gruppo 6, prima di essere eliminato ai quarti di finale. Nell'ottobre 2005 se ne andò dal Deportivo Táchira per divergenze con la dirigenza firmando pochi giorni dopo con il Club Deportivo Mineros de Guayana, che portò al terzo posto in campionato.
Il 26 novembre 2007 la Federación Venezolana de Fútbol annuncia le dimissioni di Richard Páez da commissario tecnico della nazionale, e il 18 dicembre César Farías viene presentato dal presidente della FVF Rafael Esquivel Melo come nuovo allenatore della Vinotinto.
Il 6 giugno 2008 il Venezuela vinse contro il Brasile dopo 38 anni, con Farías che diventa il primo allenatore venezuelano a riuscire nell'impresa, interrompendo inoltre una striscia positiva che per la nazionale verdeoro durava da 17 partite.
Il 18 luglio 2011 porta il Venezuela in semifinale di Copa América, chiudendo poi al quarto posto, miglior risultato di sempre per la Vinotinto.

## Palmarès

### Allenatore

#### Competizioni nazionali
- Segunda División de Venezuela: 1

Nueva Cádiz: 1998
- Campionato ecuadoriano: 1

Aucas: 2022